# Vojsil
Vojsil (bulgariska: Войсил) är ett distrikt i Bulgarien.   Det ligger i kommunen obsjtina Maritsa och regionen Plovdiv, i den centrala delen av landet, 120 km öster om huvudstaden Sofia.
Trakten runt Vojsil består till största delen av jordbruksmark. Runt Vojsil är det ganska tätbefolkat, med 54 invånare per kvadratkilometer.